# Batzlow
Batzlow ist ein Ortsteil der Gemeinde Märkische Höhe im Landkreis Märkisch-Oderland in Brandenburg. Die Amtsgeschäfte des Ortes werden durch das Amt Märkische Schweiz getätigt.

## Geschichte

### 13. bis 15. Jahrhundert
Die erste urkundliche Erwähnung fand 1300 statt. Durch den Markgrafen Albrecht III. (Brandenburg) wurde dem Zisterzienserinnen-Kloster Friedland die Batzlower Mühle am 19. November 1300 übertragen. Erstmals im Landbuch Karls IV. zu 1375 erwähnt (Namensvarianten: Boslow, Bozlow, Bogslow). Das Dorf hatte zu dieser Zeit 60 Hufen, davon vier Pfarr- und eine Kirchenhufe. Es gehörte vor 1375 der Familie Krusemark und kam um 1375 an die Familie von Schapelow, die die Obergerichtsbarkeit, die Wagendienste und neun Hufen zum Hof besaßen. Ein weiterer Anteil in Höhe von acht Hufen lag vor 1375 bei der Familie von Barfus (Barfuß), die ihren Besitz nach und nach ausbauten. Sie erwarben vor 1412 in tzu Betzelaw den Anteil der von Schapelow, die Kossäten, den Krug und den See (1412). Ihr Besitz umfasste im Jahr 1485 das Dorf und den Wohnhof, ein Rittergut. In den Jahren 1653 bis 1703 war ihr Besitz für eine kurze Zeit im Wiederverkaufsbesitz der von Strantz. Vor 1670 erwarben die von Barfus außerdem den Besitz der von Schapelow und waren ab 1756 alleinige Herrscher im Dorf. Der Anteil der von Barfuß war von 1375 bis 1495 im Besitz der Familie Botel. Er umfasste acht Hufen (1375) bzw. acht freie Hufen (1480) und kam 1495 in den Besitz der von Pfuel zu Leuenberg, die zwei Höfe mit acht Hufen, die Hebungen von zwei Kossätenhöfen mit Ober- und Untergerichtsbarkeit sowie Diensten besaßen (1495). Dieser Anteil kam vor 1564 in den Besitz der von Schapelow aus Gusow. und umfasste acht Hufen sowie die Schäfereigerechtigkeit (1564, 1644). Vor 1670 erwarb die Familie von Strantz diesen Besitz. Ein dritter Anteil lag von vor 1375 bis 1756 beim Kloster bzw. der Herrschaft Friedland, die 13 Hufen und die Mühle besaßen (1375). Im Jahr 1450 waren es vier Bauern sowie das Kirchenpatronat bzw. drei Bauern, den Müller sowie das Patronat (1711). Sie verkauften ihren Anteil 1756 an die von Barfus.
In einer Statistik aus dem Jahr 1450 gab es in Boczelow insgesamt 60 Hufen, davon besaß der Pfarrer vier, die Kirche eine Hufe. Insgesamt 16 Hufen waren frei, d. h. mussten keine Abgaben leisten, weitere drei lagen wüst. Es gab einen Krug, einen Müller und zwei Kossäten. In einer weiteren Statistik aus dem Jahr 1480 umfasste Batzelow: 60 Hufen, davon wiederum vier beim Pfarrer und eine bei der Kirche. Außerdem wurden zehn freie Hufen der von Barfus und acht freie Hufen der Familie Botel ausgeführt. Erneut wurden der Krug, die Kossäten und die Mühle erwähnt.

### 16. und 17. Jahrhundert
1527 waren es nur noch 56 Hufen. Im Jahr 1624 berichtete eine Statistik von zwölf Hufnern, fünf Kossäten, einem Kostknecht, einem Schmied, einem Hirten und einem Hirtenknecht. Die Gemarkung war 47 Hufen groß. Hinzu kamen acht kurfürstliche Hufen sowie vier Pfarrhufen. Die Kirche besaß eine Hufe. Ein Hufner und ein Kossät mit acht Hufen waren von den acht Hufen von den von Barfus freigewilligt worden. Der Pfarrer erhielt 1646 der Scheffelkorn von allen Ritter- und Bauernhufen. In einer Statistik aus dem Jahr 1652 erschienen: fünf Einwohner und acht Knechte. Es gab einen Rittersitz der von Barfus mit einem Brauhaus und einem Hammelstall. Das übrige Dorf war offenbar durch den Dreißigjährigen Krieg schwer in Mitleidenschaft gezogen worden: Von den fünf Bauernhöfen lagen vier wüst; alle sechs Kossätenhöfe lagen wüst.

### 18. Jahrhundert
Im Jahr 1705 lebten im Dorf acht Hufner, vier Kossäten, der Schäfer mit dem Gesinde sowie ein Hirte und ein Schmied auf 39 Hufen. In einer Statistik aus dem Jahr 1745 wurden neben dem Rittergut aufgeführt: acht Bauern, vier Kossäten sowie eine Wassermühle mit einem Gang. Eine Statistik aus dem Jahr 1776 führte auf: acht Bauern, drei wüste Bauernstellen, vier Kossäten, ein Schäfer sowie dessen Knechte, einen Hirt ohne Vieh und einen Wohnschmied. Eine adelige Wassermühle erschien bereits 1773.

### 19. Jahrhundert
Im Jahr 1801 bestand Batzlow aus Dorf und Gut mit neun Ganzbauern, einem Halbbauern, sechs Einliegern, einer Schmiede, einem Krug und einer Wassermühle. Die Gemarkung war 39 bzw. 16 Hufen groß; dort wurden in Summe 27 Feuerstellen (=Haushalte) betrieben. In Dorf und Rittergut standen im Jahr 1840 insgesamt 22 Wohnhäuser. Das Dorf bestand im Jahr 1860 mit einem Abbau (Wassermühle) sowie vier öffentlichen, 18 Wohn- und 39 Wirtschaftsgebäuden. Im Gut standen sechs Wohn- und neun Wirtschaftsgebäude. Dorf und Gut umfassten eine Fläche von 3743 Morgen (Mg): 48 Mg Gehöfte, 2 Mg Gartenland, 3458 Mg Acker, 235 Mg Wiese.

### 20. Jahrhundert
Zur Jahrhundertwende war das Dorf 491 Hektar (ha) groß und umfasste 23 Häuser. Im 505 ha großen Rittergut standen acht Häuser. Das Rittergut und der Gutsbezirk wurden 1928 mit der Gemeinde Batzlow vereinigt. Dort standen 1931 insgesamt 35 Wohnhäuser. Batzlow war 1932 Landgemeinde mit dem Wohnplatz Batzlower Mühle. Im Jahr 1939 gab es 20 land- und forstwirtschaftliche Betriebe mit einer Fläche zwischen 20 und 100 ha. Weitere 15 Betriebe waren zwischen 10 und 20 ha groß, drei zwischen 5 und 10, 13 zwischen 0,5 und 5 ha.
Nach dem Zweiten Weltkrieg wurden im Jahr 1946 im Rahmen der Bodenreform insgesamt 126 ha enteignet und an elf Landarbeiter und landlose Bauern aufgeteilt. Im Jahr 1957 gründete sich eine LPG Typ I mit sechs Mitgliedern und 34 ha Fläche. Im Jahr 1960 gab es eine LPG Typ III mit 79 Mitgliedern und 34 ha Fläche und eine LPG Typ I mit 24 Mitgliedern und 251 ha Fläche, die 1969 mit der LPG Typ III vereinigt wurde.

### Einwohnerentwicklung

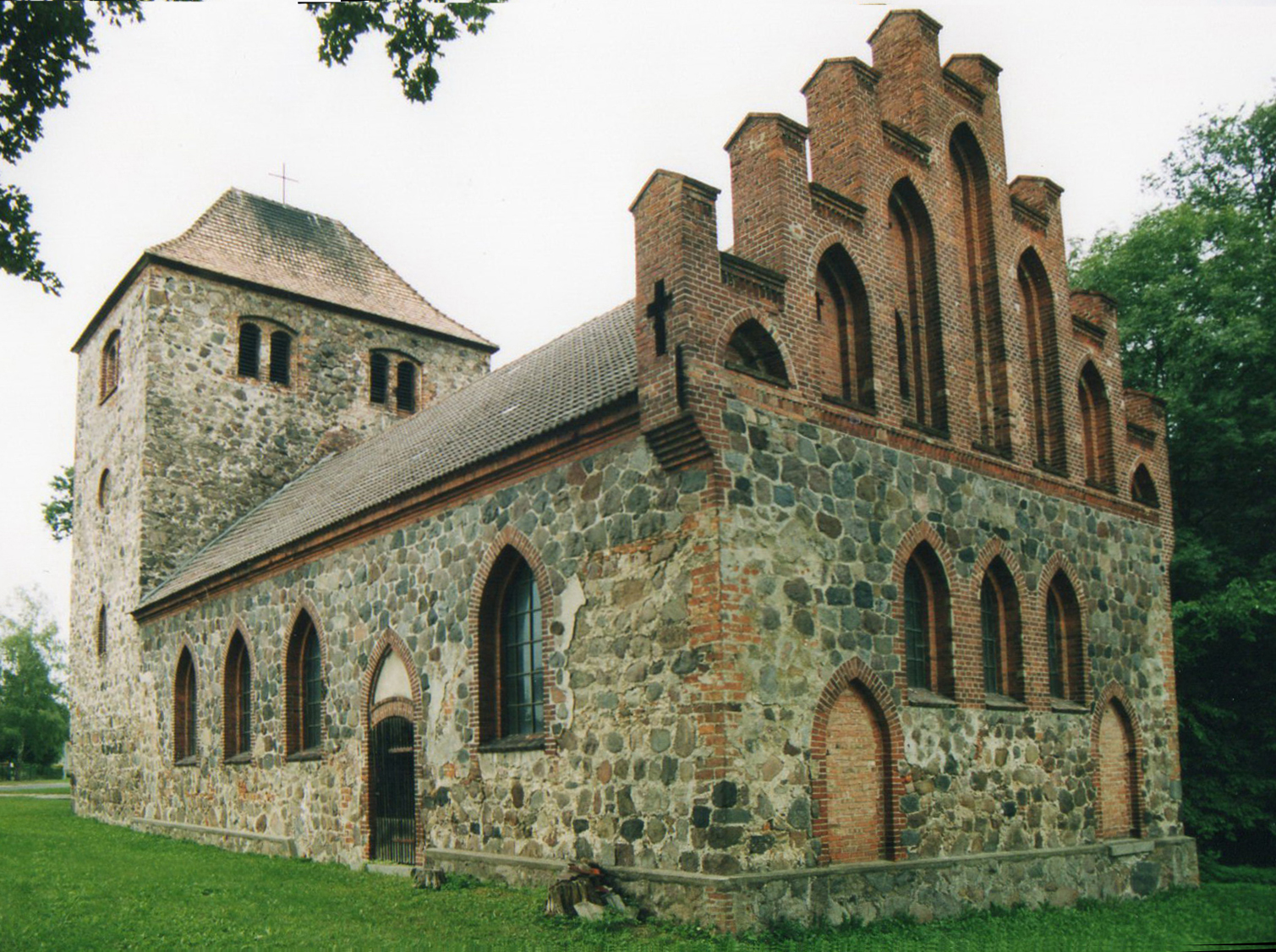
Dorfkirche Batzlow

| Jahr          | 1875 | 1890 | 1910 | 1925 | 1933 | 1946 | 1993 | 2000 | 2006 |
| Einwohnerzahl | 318  | 276  | 242  | 297  | 376  | 424  | 215  | 209  | 211  |

## Kultur und Sehenswürdigkeiten
In der Liste der Baudenkmale in Märkische Höhe stehen die in der Denkmalliste des Landes Brandenburg eingetragenen Denkmäler des Ortes.
- Die Dorfkirche Batzlow ist eine Feldsteinkirche aus dem Anfang des 14. Jahrhunderts mit einem Westturm in Schiffsbreite. Das Bauwerk wurde im 19. Jahrhundert umgebaut.

## Persönlichkeiten
- Walter Draeger (1888–1976), deutscher Komponist